# عيضه بن طوير
عيضة بن طوير المالكي (1365 - 1435) (1946م - 2014م) شاعر سعودي برع في شعر العرضة الجنوبية.

## نسبه ومولده
هو عيضة بن طوير بن بخيت بن أحمد بن عبد الرحمن بن عبد الرزاق بن محمد بن عبد اللطيف المنصري الغفيري العفيفي المالكي. من قبيلة الغفرة من بني عفيف من بني عمرو من بني مالك وينتسب الشاعر إلى قبيلة المناصير.
ولد عام 1365 هجري بقرية «وشل» الواقعة في منطقة «بخيان» والتي تبعد عن محافظة أضم قرابة ثلاثين كيلو.

## أسرته
- أسرته أسرة شعرية، فأبوه طوير شاعر وجده بخيت شاعر وأخو منصور شاعر. ويصل نسب شعرهم إلى سابع جد..قال الشعر منذ نعومة أظفاره وعمره لا يتجاوز ثمان سنوات..

## زواجه
تزوج الشاعر عيضة بن طوير زوجتان أولاهما تزوجها في رمضان عام 1392هـ، وأنجب منها أربعة أولاد وست بنات: منير، نور (الملقب بزعكان)، عبد الجبار، عبد المجيد. تزوج الثانية في رمضان عام 1426هـ، وأنجب منها: عبد الرزاق.

## حفل تكريمه
قامت قبيلة بني مالك بتكريم شاعرهم بحفل تكريم تقديرا لجهوده معهم ولقوة شعرة وردوده في الشعر، فكان مساء الخميس الموافق 27/7/1434هـ موعد التكريم الذي أقيم في محافظة أضم بالقصر العالي.
وجاء في مقدمة الحفل: "لا شك أن مسيرة طويلة تختص الكثير من الشعر ولكل شاعر بصمة يتركها في خطوات هذه المسيرة ولهذا سنتحدث عن شاعر من شعراء بني مالك ورمز من رموزها، فهو واحد من أكبر شعراء العرضة الجنوبية ... الذين لهم بصمة في العرضة الجنوبية والساحة الشعرية. له سيرة يعجز الرواة والكتاب والباحثين سردها. مهما كتب وقيل من أجله لن نوفي حقه. سيره تسطر بمداد من ذهب. يعتبر من أوائل الشعراء الذين شقوا دروب الشعر في شعر الشقر ويجيد الفصحى والنظم وشعر القلطة ... جمع من الكتب في مكتبتة الخاصة أكثر من خمسة آلاف كتاب أو أكثر من ذلك. يحفظ القران الكريم كاملا. ويحفظ للكثير من الشعراء المخضرمين إلى جانب حفظه للمعلقات السبع. سطع نجمة مع ظهور عرضتنا الجنوبية في عام التسعين هجرية".

## وفاته
توفي الشاعر عيضه بن طوير المالكي يوم الثلاثاء 22 شوال 1435 هـ وكان فقيد لبني مالك.